# Cottus tallapoosae
Cottus tallapoosae és una espècie de peix pertanyent a la família dels còtids.

## Descripció
- Fa 7,7 cm de llargària màxima.
- Nombre de vèrtebres: 29-32.[4]

## Alimentació
Menja qualsevol cosa viva que pugui encabir a la boca.

## Hàbitat
És un peix d'aigua dolça, bentopelàgic i de clima subtropical.

## Distribució geogràfica
Es troba a Nord-amèrica: és un endemisme de la conca del riu Tallapoosa (Alabama i Geòrgia, els Estats Units).

## Observacions
És inofensiu per als humans.